# الهجر (مدينة حجة)

تعديل مصدري - تعديل

الهجر هي إحدى قرى عزلة عبس بمديرية مدينة حجة التابعة لمحافظة حجة، بلغ تعداد سكانها 220 نسمة حسب تعداد اليمن لعام 2004.